# X-O da dinero
X-0 da dinero fue un concurso emitido por Televisión española entre 1959 y 1960.

## Mecánica
Versión española del concurso estadounidense Tic-Tac-Dough. Se trata del primer concurso emitido desde los estudios de Miramar, en Barcelona y se basa en una fórmula ya ensayada en algunas televisiones estadounidenses. El formato del programa responde al clásico juego de preguntas y respuestas, con la particularidad que fue el primer espacio en la televisión en España en el que el ganador obtenía un premio en metálico (500 pesetas). El primer ganador del concurso fue Don Eliseo Usán Aragúés natural de Zaragoza.